# Dhoe al-Hidzjah

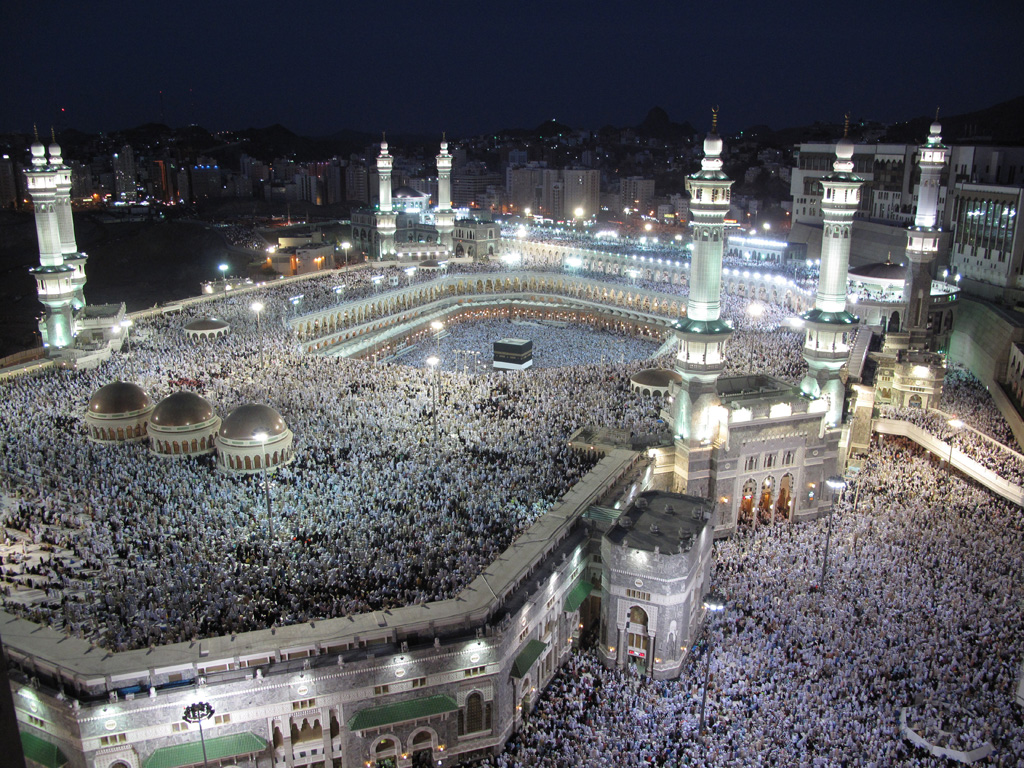
Dhoe al-Hidzjah is de maand van de hadj

Dhoe al-hijjah  (uitgesproken als Dhoe al-Hidzjah) (Arabisch: ذُو الحِجّةِ) is de twaalfde en laatste maand van de islamitische kalender. Letterlijk betekent Dhoe al Hidzjah de maand van de bedevaart; gedurende deze maand vindt de hadj plaats.
Dhoe al-Hidzjah is de maand waar op de tiende dag het Offerfeest (eid al-adha) gevierd wordt en op de negende dag de dag van arafah, deze dag is het voor de moslims aanbevolen te vasten als zij niet de hadj op dat moment verrichten.
"Dhoe al-hijjah" geldt tezamen met Rajab, Moeharram en Dhoe al-Qi'dah als een van de vier heilige maanden in het jaar gedurende welke oorlogvoering verboden is.

## Dhoe al-Hidzjah ten opzichte van de westerse kalender
De islamitische kalender is een maankalender en de eerste dag van een nieuwe maand is de dag dat de nieuwe maan zichtbaar wordt. Daar een maanjaar 11 tot 12 dagen korter is dan een zonnejaar, verplaatst dhoe al-hidzjah zich net als de andere maanden in de islamitische kalender door de seizoenen. Hieronder staan de geschatte data voor dhoe al-hidzjah, gebaseerd op de Saoedische Umm al-Qurakalender.
| AH   | Eerste dag (CE) | Laatste dag (CE) |
| ---- | --------------- | ---------------- |
| 1445 | 07 juni 2024    | 06 juli 2024     |
| 1446 | 28 mei 2025     | 25 juni 2025     |
| 1447 | 18 mei 2026     | 15 juni 2026     |
| 1448 | 07 mei 2027     | 05 juni 2027     |
| 1449 | 26 april 2028   | 24 mei 2028      |

Muharram ·
Safar ·
Rabi' al-awwal ·
Rabi' al-thani ·
Djoemada al-awwal ·
Djoemada al-thani ·
Rajab ·
Sha'aban ·
Ramadan ·
Shawwal ·
Dhoe al-Qi'dah ·
Dhoe al-Hidzjah